# Ctenolimnophila harrisiana
Ctenolimnophila harrisiana är en tvåvingeart som först beskrevs av Alexander 1924.  Ctenolimnophila harrisiana ingår i släktet Ctenolimnophila och familjen småharkrankar. Inga underarter finns listade i Catalogue of Life.